# دانبری، اسکس
دانبری (به انگلیسی: Danbury) یک روستا و محله مدنی در بریتانیا است که در چلمزفورد واقع شده‌است. دانبری ۶٬۵۰۰ نفر جمعیت دارد.